# Siostry Panas
Siostry Panas – polski duet wokalny, utworzony w 1964 roku w Opolu. Zaprzestał działalności w 1973 roku.

## Historia
Po raz pierwszy siostry Panas zaśpiewały w duecie w 1961 roku, w zaciszu rodzinnego domu. Anna miała wówczas 20 lat, Ewa 14 lat. Były to pierwsze, nieśmiałe próby wokalne, które kilka lat później doprowadziły do powstania duetu "Siostry Panas".
W skład grupy wchodziły siostry Anna i Ewa Panas. Wiosną 1965 roku Siostry Panas dzięki pomocy Witolda Pogranicznego dokonały razem z zespołem Tajfuny swych pierwszych nagrań w Programie III Polskiego Radia. Bezpretensjonalne i chwytliwe piosenki przysporzyły duetowi popularności i licznego grona fanów. W efekcie na początku 1966 roku zespół został zaproszony na roczną trasę koncertową z Tajfunami, Piotrem Szczepanikiem, Krystyną Konarską i duetem Danuta Rinn / Bogdan Czyżewski. W marcu 1966 r. zaś dokonał pierwszych nagrań płytowych. Przebojami stały się, m.in. piosenki Deszczowy spacer i Jest jak jest („Radiowa Piosenka Miesiąca” – kwiecień 1966). W czerwcu duet wystąpił podczas IV KFPP w Opolu i kilkakrotnie bisował kompozycję autorstwa Edwarda Spyrki, pt. Jest jak jest, który otrzymał wówczas nagrodę za debiut kompozytorski. W rankingach na najbardziej popularnych wykonawców Siostry Panas mieściły się w pierwszej piątce. Grupa występowała w Czechosłowacji, NRD, Jugosławii i ZSRR. Kompozytorami piosenek, obok A. Panas byli, m.in.: Edward Spyrka, Krzysztof Sadowski, Andrzej Korzyński i Ryszard Poznakowski, zaś autorami tekstów, m.in.: Anna Markowa, Wojciech Młynarski, Jerzy Miller, czy Janusz Kondratowicz (autorką słów do piosenek Wakacyjna miłość i Deszczowy spacer jest A. Panas). W latach 1965–1972 Siostry Panas nagrywały z: Tajfunami, z zespołem instrumentalnym Krzysztofa Sadowskiego oraz z zespołem rozrywkowym Rozgłośni P. R. w Opolu pod kier. E. Spyrki. 6 lutego 1970 roku duet pojawił się w Telewizyjnej Giełdzie Piosenki z piosenką Nie schowasz się. Na początku roku 1973 odwiedził ZSRR i w tym samym roku uległ rozwiązaniu. W późniejszych latach działalność estradową kontynuowała tylko Anna Panas. W 1976 roku Ewa Panas wyemigrowała do Szwecji, gdzie mieszka po dziś dzień.

## Dyskografia

### Single i EP
- 1966: Wakacyjna piosenka (EP, Pronit N-0400) (z zesp. Tajfuny)
- 1966: Wakacyjna piosenka (EP, Pronit EN-069) (z zesp. Tajfuny; etykietka w jęz. rosyjskim)[4]
- 1966: Zły chłopak (EP, Muza N-0436) (z zesp. Tajfuny)
- 1966: Pożegnajmy marzenia (EP, Muza N-0472) (z zesp. instrumentalnym K. Sadowskiego)
- 1966/1967: Wakacyjna piosenka (SP, Pronit SP-161)
- 1971: Przychodź, gdy śpię (EP, Pronit N-0640) (z zesp. rozrywkowym Rozgłośni P.R. w Opolu pod kier. E. Spyrki)

### Pocztówki dźwiękowe
- 1966: Jak ty mnie, tak ja tobie (PD, Ruch R-0044)
- 1967: Pożegnajmy marzenia (PD, Ruch R-0061)
- 1967: Pożegnajmy marzenia (PD, Ruch R-0064)
- 1968: Nieudany spacer (Dźwiękowe Pocztówki J. Rybicki M-207 – kompilacja dzielona z Martą Martelińską)[5]

### Kompilacje
- 1966: Popołudnie z młodością (LP, Muza XL-0319)[6]
- 1967: 1000 taktów młodości (LP, Muza XL-0370)[7]
- 1967: Z młodością na ty (LP, Muza SX-0435)
- 1968: Siostry Panas i Zespół Rozrywkowy Rozgłośni P.R. w Opolu pod kier. E. Spyrki (EP, Muza N-0538)
- 1970: Telewizyjna Giełda Piosenki (4) (EP, Muza N-0589)
- 1991: Popołudnie z młodością vol.1: Czerwono-Czarni i ich konkurenci[8]
- 1991: Złote lata polskiego beatu 1966 vol. 1 (LP, Muza SX-3049; MC CK 1238)
- 1993: Szalone lata 60 – Przeboje polskiego beatu Vol.2 (CD, Muza PNCD 250)[9]
- 1998: MEGA HITY LAT 60. (CD, Muza PNCD 425)[10]
- 2000: Najpiękniejsze ballady lat 60. (CD, Muza PNCD 438)[11]
- 2008: Kolorowe lato (CD, Muza PNCD 1221)[12]
- 2010: Wakacyjne piosenki (CD, Muza PNCD 1336) (zbiór nagrań radiowych Sióstr Panas)[3]

### Nagrania radiowe
- 1965: Wakacyjna piosenka, Deszczowy spacer
- 1966: Jak ty mnie, tak ja tobie, Jest jak jest, Ile jesteś wart
- 1967: Po co i za co, Ucz się języków
- 1968: Czy to możliwe, Słyszałam gwiazdy, Nucisz na schodach, Nie schowasz się, Nieudany spacer
- 1971: Przychodź gdy śpię; Innym świeci słońce
- 1972: Mały jest świat, Kiedy śpiewam